# Стовпи землі (телесеріал)
«Стовпи землі» (англ. The Pillars of the Earth) — німецько-канадський історичний драматичний мінісеріал 2010 року, екранізація однойменного роману британського письменника Кена Фоллета.
Світова прем'єра відбулася з 23 липня по 27 серпня 2010 року на американському кабельному телеканалі Starz у форматі восьмисерійного телесеріалу. В Австрії мінісеріал показаний з 14 листопада як чотирисерійний телепроєкт на телеканалі ORF 1, кожна серія тривалістю 100 хвилин.
Телесеріал отримав позитивні відгуки глядачів і здобув три «Золотих глобуси», 5 перемог у різних категоріях телебачення та 31 номінацію.

## Сюжет
Дія серіалу розгортається в Англії XII століття. У короля Генріха I за дивних обставин у корабельній аварії гине єдиний спадкоємець. Залишається неповнолітня дочка короля — Матильда (Мод), але на престол може зійти тільки її дитина чоловічої статі після досягнення повноліття, а не вона сама. Через декілька років вона народжує, але Генріх помирає від отруєння, а влада, за підтримки архієпископа, переходить до племінника короля Стефана Блуаського. Мод, за участю аристократів, які дали за життя короля присягу у вірності їй і її синові, включно із незаконнонародженим сином короля Робертом, графом Глостерським, і давнім соратником Бартоломью, графом Ширінгом, готується до повстання для повернення трону. Англію втягнено в міжусобну суперечку.
Паралельно розвивається сюжет про життя талановитого, але невдачливого майстра-муляра, Тома Будівельника. Він був найнятий для будівництва резиденції Вільяма Гемлі, егоїстичного та примхливого молодого аристократа, який на догоду батькам і власним амбіціям намагався завоювати серце дочки графа Ширінга Аліни. Але вона, не відчуваючи навіть найменшої до нього симпатії, а також через грубі докучання, відмовляє йому під глузування придворних. Розгніваний Вільям розриває контракт із Томом, прирікаючи того на злидні.
Том та його сім'я вирушають на пошуки нової роботи. В дорозі вони знайомляться з колишньою послушницею Еллен та її сином Джеком, яка допомагає пораненій після нападу розбійників дочці Тома Марті і дає їм притулок у своїй печері в лісі. Але син Тома Альфред, не відчуваючи до них довіри і з ревнощів, скориставшись тим, що Еллен займається медициною, звинувачує її в чаклунстві, через що родині доводиться піти посеред ночі. Агнес, дружина Тома, вмирає, передчасно народивши сина. Розуміючи, що їм не виходити дитину, Том із болем вирішує залишити її на могилі матері. Трохи пізніше, відчуваючи муки совісті, він повертається, але дитину забрав випадковий свідок — один із нападників, Джонні, який потай за всім спостерігав. Дитина змушує його розкаятись та стати монахом в абатстві неподалік, куди нещодавно призначили молодого пріора Філіпа.
Еллен відкривається Тому, у якого вона закохалась. Назвавшись однією родиною, вони приходять до абатства. Через брак грошей Філіп спершу відмовляється від послуг муляра, та Джек, підпаливши стару церкву, допомагає Томові отримати роботу та лишитись поруч із молодшим сином. Після загибелі Тома Джек завершує будівництво собору.

## Ролі

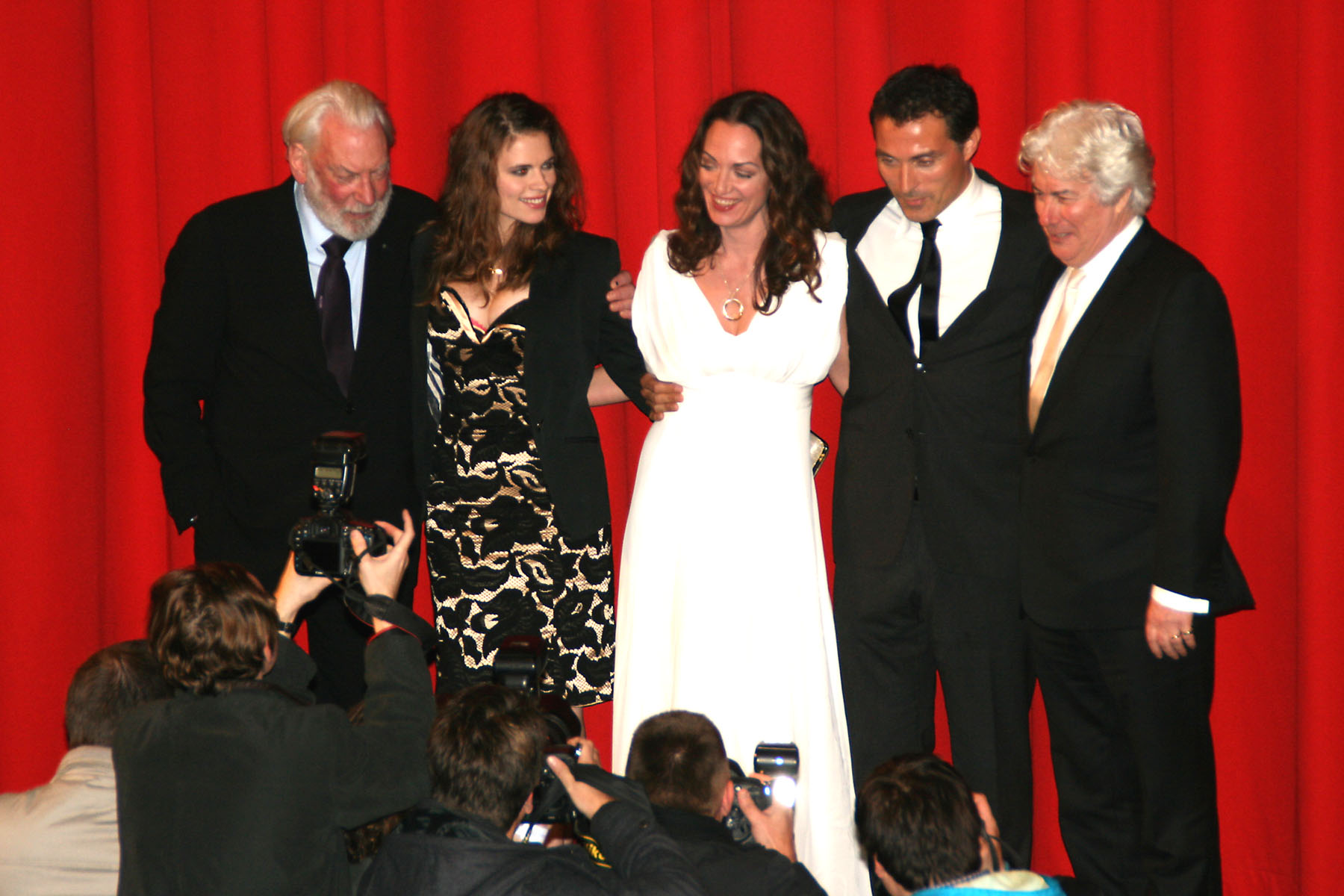
Зліва направо: Дональд Сазерленд, Гейлі Етвел, Наталія Вернер, Руфус Сьюелл і Кен Фоллетт на прем'єрі серіалу

| Роль                      | Актор/Акторка     |
| ------------------------- | ----------------- |
| Том Будівельник           | Руфус Сьюелл      |
| Волеран Бігод             | Іян Макшейн       |
| Пріор Філіп               | Меттью Макфейден  |
| Джек Джексон              | Едді Редмейн      |
| Аліна                     | Гейлі Етвел       |
| Бартолом'ю, граф Ширінг   | Дональд Сазерленд |
| Вільям Гемлі              | Девід Оукс        |
| Ріган Гемлі               | Сара Періш        |
| Персі Гемлі               | Роберт Батерст    |
| Річард                    | Сем Клефлін       |
| Альфред                   | Ліам Герріган     |
| Марта                     | Скай Беннетт      |
| Еллен                     | Наталія Вернер    |
| Абат Сугерій              | Федор Аткін       |
| Ремігій                   | Анатоль Таубман   |
| Волтер                    | Гетц Отто         |
| Джонні «Вісім пенсів»     | Джоді Халс        |
| Францис                   | Девід Барк-Джоунс |
| Матильда (Мод)            | Елісон Пілл       |
| Стефан Блуаський          | Тонні Карран      |
| Архієпископ               | Гордон Пінсент    |
| Генріх I                  | Клайв Вуд         |
| Роберт, граф Глостерський | Метт Девере       |
| Брат Пол                  | Барнебас Реті     |
| Агнес                     | Кейт Дікі         |
| Катберт                   | Джон Пілмеєр      |
| Елізабет                  | Скай Лур'є        |

## Виробництво
Теглайни:
- «Будівництво монументальної телеподії 2010 року».
- «Ніщо не є священним».[3]

Це друга поява Дональда Сазерленда в адаптації творів Кена Фоллетта. Раніше він з'явився в х/ф Вушко голки (1981).
Сем Клефлін і Іян Макшейн пізніше працювати разом у фільмі Пірати Карибського моря: На дивних берегах (2011).
Дональд Сазерленд і Руфус Сьюелл обидва зіграли скандинавського короля Фортінбраса в х/ф Ельсінор (1964) і Гамлет (1996).
За іронією долі, Іян Макшейн зіграв церковного будівельника в т/с Гра престолів (2011).
Сем Клафлін і Дональд Сазерленд пізніше працювати разом у фільмі Голодні ігри: У вогні (2013).
Едді Редмейн і Дуглас Бут зіграли братів у фантастичному фільмі Піднесення Юпітер (2015).
Під час візиту Джека Джексона в будинок своїх родичів у Франції, він зустрічає друга свого батька Джека Шербура. Сивий друг — це Кен Фоллетт, автор роману «Стовпи Землі». Письменник з'явився камео в телесеріалі.

### Неточності
У першій серії король Генріх I помер у 1138 році, незабаром після того, як його онук Генрі, син Мод, народився. Насправді король Генріх I помер в 1135 році. Також король Генріх сказав: «Там не було тих, хто вижив». Проте в історичній хроніці після корабельної аварії Берольд, м'ясник із Руана, вижив завдяки своїй товстій одежі, яка захистила його від переохолодження. До речі, серія зображує акт підпалу на білому кораблі. Насправді він просто вдарився в скелю і затонув.
Друга серія. До короля Стефана постійно звертаються «Ваша Величносте» (англ. Your Majesty). Першим англійським королем, який прийняв цей титул, був Генріх VIII.
Герольд повідомляє, що король Стефан побачить «єпископа Ланкастера». Це абсурд, Ланкастер був князівством, а не єпархією. Там не було ніяких «єпископів Ланкастера».
Еллен звинувачується в чаклунстві. У дванадцятому столітті  звинувачення в чаклунстві розглядалося Церквою на рівні селянського забобону. Справжня манія на відьом та їх переслідування починається, як мінімум, через 200 років, і, значною мірою, це феномен шістнадцятого та сімнадцятого століть.
Третя серія. Замки у всьому серіалі показані великими, монументальними кам'яними спорудами з бійницями, ровами тощо. Насправді на той час більшість реальних замків були б здебільшого простими дерев'яними структурами. Круглі кам'яні вежі були невідомі в Англії під час правління Стефана.
Коли король Стефан пробуджується від кошмару в глупу ніч, можна побачити ревучий вогонь у відкритому каміні. У реальності всі каміни завжди гасилися перед сном і принаймні ніколи не були б залишені без нагляду. Ризик займання гобеленів і дерев'яних балок був занадто великий.
У четвертій серії замок Ширінг показаний у вигляді структури з епохи Тюдор/Єлизавети, а це приблизно 400 років в майбутньому. Також королева Мод показана усередині замку Лінкольна під час битви в лютому 1141 року. Насправді вона знаходилася в Глостері, а це понад сто миль звідти.
5 серія. Вступна сцена показує, як короля Стефана тримають у занедбаній клітці в замку Лінкольн. Насправді він був бранцем в апартаментах Брістольського замку, за сотні миль від Лінкольна. Хоча в якийсь момент він дійсно був прикутий, проте Стефан  був занадто високого рангу, щоб бути в клітці чи залишатися в багнюці.
Матильда говорить своєму сину Генріху (майбутній Генріх II), що вона в цей час імператриця, тому що «я перейменувала себе цього ранку. Одного разу ти будеш імператором». Насправді історично вона законно отримала титул імператриці майже за 30 років до цих подій, коли вийшла заміж за імператора Священної Римської імперії Генріха V в 1114 році та правила імперією з ним аж до його смерті в 1125 році.
7 серія. Рік 1156. Стверджується, що король Стефан і Юстас живі. Але насправді станом на 1156 рік вони обидва були мертві, а Генріх II керував Англією вже протягом року.
Роберт, граф Глостерський, помер 31 жовтня 1147 року. Старший син короля Стефана Юстас народився близько 1120-го, тож йому приблизно 27 років на той час, і він давно вже не хлопчик.
Роберт Глостерський не був убитий у бою, і його голову не виставляли на піці, як показано на екрані. Він мирно помер в Брістольському замку і був похований в Пріораті Святого Джеймса.
8 серія. Коли Вільяма лінчують, він помирає майже миттєво, як ніби петля була прикріплена з «вузлом ката». Останній був винайдений набагато пізніше. В той час використовували метод «короткого падіння», смертник пручався б 10-20 хвилин, щоб померти в кінці від задухи.
Цей епізод починається в 1156 році та показує нам короля Стефана і його старшого сина Юстас. Проте анархія закінчилася в 1154 році зі смертю Стефана (25 жовтня) і приходу до влади короля Генріха II (коронований 19 грудня 1154 року), сина імператриці Мод.
Річард повертається з Другого хрестового походу в 1156 році, а пізніше Генріх помічає, що «наші солдати» скоро повернуться з хрестового походу. Насправді Другий хрестовий похід закінчився сім років тому, в 1149 році.
У 8 серії показується вбивство Юстаса Генріхом II в бою, в 1156 році, щоб стати королем. А король Стефан помирає незабаром, залишивши шлях Генріху до престола відкритим. Насправді Юстас помер раптово в 1153 році, Стефан —  наступного, в 1154-му, тобто за 2-3 роки до подій серії.
Генріх II не вбивав принца Юстаса, щоб отримати корону. Після раптової смерті Юстаса в 1153 році Генріх успішно провів переговори зі Стефаном, щоб отримати трон в 1154 році.
Повернувшись з хрестового походу, Річард подорожує і постійно носить свої обладунки. Це дивно, тому що вони занадто важкі і громіздкі навіть під час бою.

## Епізоди
| # | Назва                               | Дата прем'єри  |
| - | ----------------------------------- | -------------- |
| 1 | «Анархія» «Anarchy»                 | 23 липня 2010  |
| 2 | «Майстер-будівник» «Master Builder» | 23 липня 2010  |
| 3 | «Спокута» «Redemption»              | 30 липня 2010  |
| 4 | «Поле битви» «Battlefield»          | 6 серпня 2010  |
| 5 | «Спадщина» «Legacy»                 | 13 серпня 2010 |
| 6 | «Чаклунство» «Witchcraft»           | 20 серпня 2010 |
| 7 | «Нові починання» «New Beginnings»   | 27 серпня 2010 |
| 8 | «Дело ангелов» «Робота ангелів»     | 27 серпня 2010 |

Телесеріал отримав позитивні відгуки. Оцінка на сайті IMDb — 8,1/10.

### Нагороди та номінації
| Рік  | Назва                    | Категорія                                                                                              | Номінанти                                                                                                | Результат |  |
| ---- | ------------------------ | --- | --- | --------- |  |
| 2011 | Прайм-тайм премія «Еммі» | За видатні редагування звуку для мінісеріалів, фільмів чи спеціальних відео за епізод «Робота ангелів» | Марсель Потьєр, Крістіан Рівст, Домінік Пагач, Гай Пеллетей, Антуан Морін, Том Трафальські, Гай Франквер | Перемога  |  |
| 2011 | Gemini Awards            | За видатні редагування звуку для мінісеріалів, фільмів чи спеціальних відео за епізод «Робота ангелів» | Марсель Потьєр, Крістіан Рівст, Домінік Пагач, Гай Пеллетей, Антуан Морін, Том Трафальські, Гай Франквер | Перемога  |  |